# كيانوش رحمتى
كيانوش رحمتى (18 سبتمبر 1978 بنوشهر في إيران - ) هو لاعب كرة قدم إيراني في مركز الوسط. شارك مع منتخب إيران لكرة القدم. أما مع النوادي، فقد لعب مع ريال مدريد ونادي استقلال طهران ونادي باس طهران ونادي سايبا ونادي شموشك نوشهر ونادي مس كرمان.

## وصلات خارجية
- كيانوش رحمتى على موقع قاعدة بيانات كرة القدم.إي يو (الإنجليزية)
- كيانوش رحمتى على موقع ناشيونال فوتبول تيمز (الإنجليزية)
- كيانوش رحمتى على موقع Soccerway.com (الإنجليزية)
- كيانوش رحمتى على موقع عالم كرة القدم.نت (الإنجليزية)